# Max von Gruber

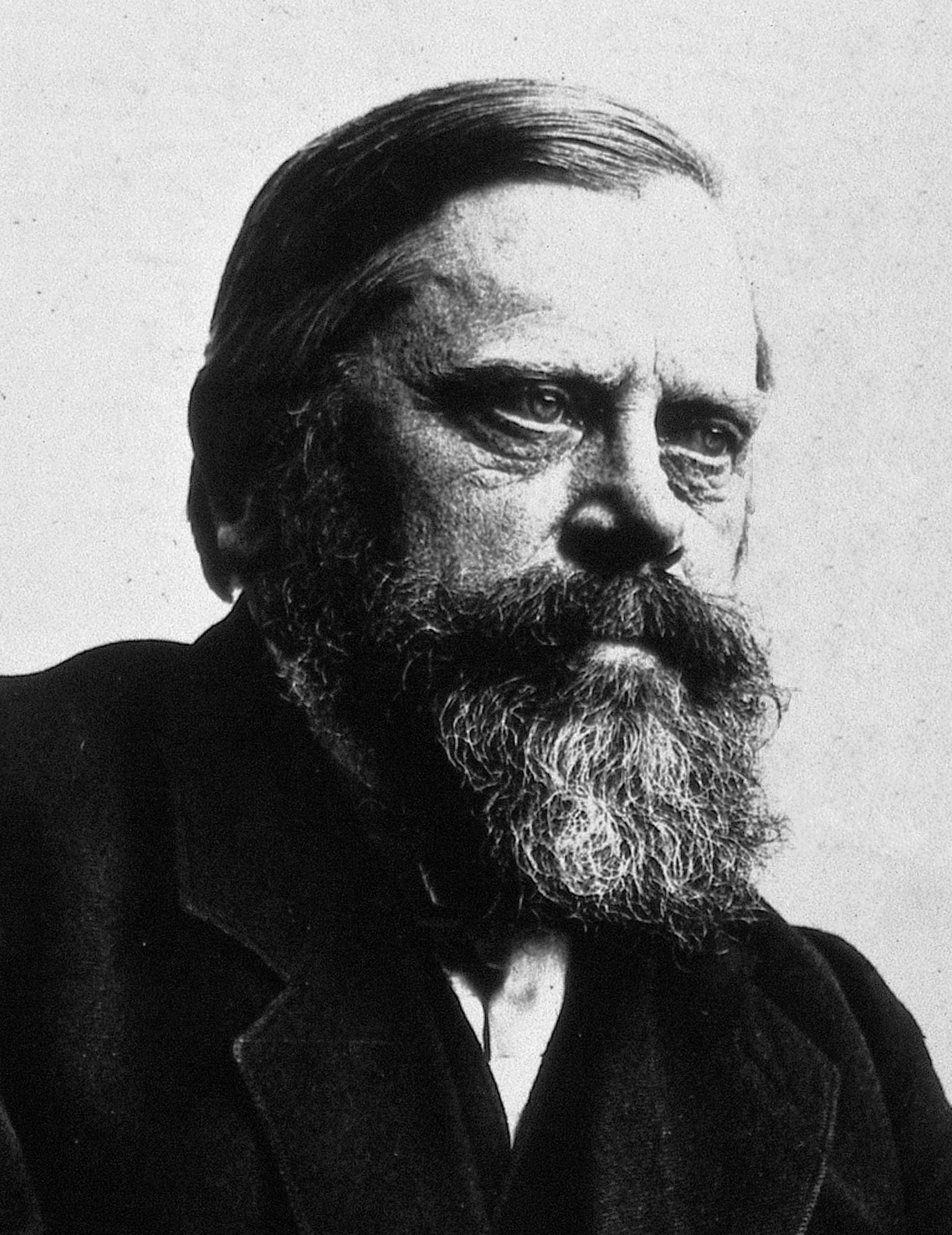
Max von Gruber, 1913

Maximilian Franz Maria Gruber, seit 1908 Ritter von Gruber (* 6. Juli 1853 in Wien, Kaisertum Österreich; † 16. September 1927 in Berchtesgaden), war ein österreichisch-deutscher Mediziner, Botaniker, Physiologe, Bakteriologe und Hygieniker. Gruber gilt als einer der Begründer der modernen Hygiene und Serologie; er beschäftigte sich zudem mit Themen der Rassenhygiene.

## Leben
Max Gruber, Sohn von Ignaz Gruber, einem der ersten Ohrenärzte Österreichs, wuchs in Wien auf.  Nach Abgang vom renommierten Schottengymnasium studierte Gruber Medizin und Chemie an den Universitäten Wien, München und Leipzig. 1876 wurde er in Wien zum Doktor der Medizin promoviert und war danach drei Jahre Assistent am Chemischen Institut in Wien. Seine weitere Ausbildung erhielt er in München unter Max von Pettenkofer, Carl von Voit und Carl von Nägeli. 1882 habilitierte er sich in Wien im Fach Hygiene, arbeitete dann ein Semester unter dem Physiologen Carl Ludwig in Leipzig und übernahm 1884 als außerordentlicher Professor die Leitung des Instituts für Hygiene und Bakteriologie an der Universität Graz. Ab 1887 lehrte er in Wien, wo er als Nachfolger von Josef Nowak zum Direktor des Hygienischen Institutes ernannt und 1891 zum Ordinarius berufen wurde.
1896 entdeckte Gruber, zusammen mit seinem englischen Kollegen Herbert Durham (1866–1945), die sogenannte Agglutination (Agglutinationsreaktion der Bakterien, die er bereits in Band 43 der Münchener Medizinischen Wochenschrift beschrieben hat), besprach die Theorie aktiver und passiver Immunität gegenüber Cholera, Typhus und ähnlichen Krankheitsprozessen und begründete damit die spätere Serologie. Fernand Widal zeichnete dafür verantwortlich, dass diese Methode en gros in der Praxis eingesetzt werden konnte (Gruber-Widal-Reaktion).
1902 wurde Gruber als Ordinarius für Hygiene und Nachfolger des mit ihm befreundeten Hans Buchner Direktor des Hygiene-Instituts in München. 1908 erhielt er den Verdienstorden der Bayerischen Krone und dadurch die Erhebung in den bayerischen Personaladel. In seiner Münchener Zeit wandte er sich zunehmend rassenhygienischen Fragestellungen zu. Von 1910 bis 1922 war er Vorsitzender der Deutschen Gesellschaft für Rassenhygiene. Im Jahr 1911 definierte er die Rassenhygiene als „Hygiene des Keimplasmas“ und richtete mit Ernst Rüdin die rassenhygienische Abteilung der Ersten Internationalen Hygieneausstellung in Dresden ein. Während des Ersten Weltkriegs engagierte er sich als nationalistisch-politischer Redner für einen deutschen „Siegfrieden“ und ein vergrößertes deutsches Kolonialreich. Max von Gruber war Mitglied im Alldeutschen Verband. 1917 nahm er die Herausgeberschaft der von Julius Friedrich Lehmann gegründeten rassistisch-nationalistischen Zeitschrift Deutschlands Erneuerung an (unter anderem zusammen mit Houston Stewart Chamberlain). Zusammen mit Lehmann und dem Historiker Karl Alexander von Müller gründete Max von Gruber im Oktober 1917 den bayerischen Landesverband der Deutschen Vaterlandspartei.
1919 war er Mitbegründer der Deutschnationalen Volkspartei in Bayern. Im selben Jahr habilitierte sich der Rassenhygieniker Fritz Lenz bei ihm.
Im März 1923, mit fast 70 Jahren, beantragte Max von Gruber seine Emeritierung; sein Nachfolger als Direktor des Hygiene Instituts an der Universität München wurde ab 1925 Karl Kißkalt, wie von Gruber Mitglied der Gesellschaft für Rassenhygiene. Am 1. Dezember 1923 wurde Max von Gruber mit 38 von 40 Stimmen für drei Jahre zum Präsidenten der Bayerischen Akademie der Wissenschaften gewählt, Anfang 1924 trat er das Amt an. Max von Gruber war am 15. November 1910 zum ordentlichen Mitglied der Akademie ernannt worden. Bereits Ende März 1915 war ihm von der bayerischen Regierung die Präsidentschaft als Nachfolger des plötzlich verstorbenen Karl Theodor von Heigel angeboten worden, d. h. ernannt und nicht gewählt. Damals hatte er noch abgelehnt, mit der formalen Begründung, dass er sich nicht für würdig genug hielt.
Während eines Ferienaufenthalts in Bischofswiesen bei Berchtesgaden starb Max von Gruber am Nachmittag des 16. September 1927 völlig unerwartet an einem Herzinfarkt; die Beisetzung fand am 19. September unter großer Anteilnahme im Münchner Waldfriedhof statt. Sein Nachfolger als Präsident der Bayerischen Akademie der Wissenschaften wurde der Altphilologe Eduard Schwartz.
Bekannte Familienmitglieder waren sein Bruder, der Architekt Franz von Gruber, und seine Söhne, der Geodät Otto von Gruber sowie der Chemiker Wolfgang Gruber.
Nach Max von Gruber wurde eine kleine Seitenstraße am Klinikum Schwabing in München benannt. In dieser wurde 1928 auch der Max-von-Gruber-Brunnen, gestaltet von Karl Knappe, errichtet.
Er wurde auch vier Mal für den Medizinnobelpreis nominiert, erhielt ihn aber nie.

## Veröffentlichungen (Auswahl)
- Hygiene des Geschlechtslebens – dargestellt für Männer. Verlag Ernst Heinrich Moritz, Stuttgart 1903.
- Führt die Hygiene zur Entartung der Rasse? In: Münchner Medizinische Wochenschrift. Band 50, 1903, S. 1713–1718 und 1781–1785 (Textarchiv – Internet Archive). und (Textarchiv – Internet Archive)